# Javier Güémez
Javier Güémez López, né le 17 octobre 1991 à Culiacán, est un footballeur mexicain.
Il évolue comme milieu de terrain au Club América et en équipe du Mexique.

## Carrière

### En club
Güémez commence sa carrière professionnelle à Dorados, près de sa ville natale, en 2010. Il joue 66 matchs en deuxième division du championnat du Mexique, avant son transfert au Club Tijuana en 2013. Il y réalise deux saisons pleines en Liga MX, la première division mexicaine. Il est l'un des piliers de son équipe, qui se qualifie pour le tournoi final du tournoi de clôture 2014.
En juin 2015, Güémez est recruté par le Club América, tout juste vainqueur de la Ligue des champions de la CONCACAF.

### En sélection
Le 1er octobre 2014, Güémez est appelé pour la première fois en équipe nationale, à l'occasion de deux matchs amicaux face au Honduras et au Panama. Il dispute la Copa América 2015 pendant l'été.
En octobre 2015, Güémez est appelé en remplacement de  Giovani dos Santos pour disputer la Coupe CONCACAF (en). Le tournoi est remporté par les Mexicains, vainqueurs des États-Unis en finale. Fin 2015, il compte 13 sélections avec le Mexique.